# Charlie Mensuel
Pour les articles homonymes, voir Charlie.
Le journal Charlie mensuel (ou tout simplement Charlie), « Journal plein d'humour et de bandes dessinées », est un mensuel de bande dessinée publié de février 1969 à février 1986.

## Historique
Charlie est fondé en 1969 par Delfeil de Ton qui est son premier rédacteur en chef. Son sous-titre est « Journal plein d'humour et de bandes dessinées ». Le journal est, à ses débuts, directement inspiré par le mensuel italien de bande dessinée Linus, dont il reprend la mise en page et une partie des séries. Il tire son titre, comme son modèle italien, de l'un des personnages principaux des Peanuts, en l'occurrence Charlie Brown. 
La revue publie des comic strips classiques (Krazy Kat, Andy Capp) et contemporains (Bristow, les Peanuts, Buck Ryan, Mafalda, etc.) et des bandes dessinées européennes (Georges Pichard, Wolinski, Masse, Guido Crepax, Guido Buzzelli, Max Cabanes, etc.), notamment des séries italiennes traduites de Linus. Jacques Glénat y fait ses débuts en tant que chroniqueur. De 1977 à 1981, Jean-Patrick Manchette y tient des chroniques de romans policiers sous le pseudonyme de Shuto Headline. Il a plusieurs rédacteurs en chef, dont Wolinski de 1970 à 1981, et Willem pour les derniers numéros de 1981 (n°146 à 152), année de la fin de sa première parution.
Wolinski lui trouve un slogan qui accompagnera quelque temps les formulaires d'abonnement « Journal qu'on lit sur un divan en croquant du chocolat » ainsi que « Charlie. Le seul journal de bandes dessinées lu par des gens capables de lire autre chose que des bandes dessinées ».
En 1970, il est doublé de Charlie Hebdo, successeur  de Hara-Kiri hebdo à la suite de l'interdiction de ce dernier. 
Charlie Mensuel cesse sa parution une première fois en septembre 1981. Il reparaît en avril 1982, ayant été racheté par les éditions Dargaud : le rédacteur en chef est Mandryka (du n°1 au n°16), jusqu'en juillet 1983, avec Philippe Mellot secrétaire général de la rédaction. Ce dernier devient rédacteur en chef (du n°17 au n°45) jusqu'à la fin de la parution en février 1986.
En mars 1986, le magazine fusionne avec Pilote et devient Pilote et Charlie, dont Philippe Mellot reprendra la fonction de rédacteur en chef, jusqu'à la dernière parution du journal en 1988.

## Liste des collaborateurs

### Rédacteurs en chef
1969 - 1981
- Delfeil de Ton (et créateur) : 1969
- Wolinski : 1970 à 1981
- Willem : 1981 : du n°146 au n°152, dernier numéro

1982 - 1986
- Mandryka : 1982 - 1983 : du n°1 au n°16
- Philippe Mellot : 1983 - 1986 : du n°17 au n°45, dernier numéro

### Dessinateurs
- Autheman
- Barbe (dessinateur)
- Alex Barbier
- Alberto Breccia
- Guido Buzzelli
- Max Cabanes
- Cabu
- Florence Cestac
- Chaval
- Copi (La Dame assise)
- Guido Crepax
- Dimitri
- Régis Franc
- Pierre Guitton
- Benito Jacovitti (Coccobill)
- Sydney Jordan (Jeff Hawke)
- Mandryka
- Georges Pichard
- Reiser
- Sempé
- Leonard Starr (Kelly Green)
- Joost Swarte
- Willem
- Wolinski

- Georges Lévis : de 1983 à 1985. Il réalise entre autres les couvertures des n°16 et 39, et avec Philippe Mellot, le rédacteur en chef, ils signent la série de gags « Les fantasmes de Zoé » dans 5 numéros, du n°30 au n°34[5].